# Феліпе Лопес (баскетболіст)
Феліпе Лопес (англ. Felipe López, нар. 19 грудня 1974, Сантьяго-де-лос-Трейнта-Кабальєрос, Домініканська Республіка) — домініканський професіональний баскетболіст, що грав на позиції атакувального захисника за декілька команд НБА.

## Ігрова кар'єра
На університетському рівні грав за команду Сент-Джонс (1994–1998). 
1998 року був обраний у першому раунді драфту НБА під загальним 24-м номером командою «Сан-Антоніо Сперс». Проте професіональну кар'єру розпочав 1998 року виступами за «Ванкувер Гріззліс», куди разом з Карлом Еррерою був обміняний на Антоніо Деніелса після драфту. Захищав кольори команди з Ванкувера протягом наступних 2 сезонів.
З 2000 по 2001 рік також грав у складі «Вашингтон Візардс».
Останньою ж командою в НБА кар'єрі гравця стала «Міннесота Тімбервулвз», до складу якої він приєднався 2001 року і за яку відіграв один сезон. Після цього він також підписував контракт з «Даллас Маверікс», проте так і не зіграв за них жодного матчу. Перебував також в тренувальних таборах «Орландо Меджик» та «Лос-Анджелес Кліпперс», проте і в цих командах не закріпився. 2005 року підписав контракт з іспанською «Леридою».

## Статистика виступів
| Сезон   | Команда                 | GP  | GS | MPG  | FG%  | 3P%  | FT%  | RPG | APG | SPG | BPG | PPG |
| ------- | ----------------------- | --- | -- | ---- | ---- | ---- | ---- | --- | --- | --- | --- | --- |
| 1998–99 | «Ванкувер Гріззліс»     | 47  | 32 | 25.9 | .446 | .273 | .644 | 3.5 | 1.3 | 1.0 | 0.3 | 9.3 |
| 1999–00 | «Ванкувер Гріззліс»     | 65  | 0  | 12.0 | .425 | .167 | .615 | 1.9 | 0.7 | 0.5 | 0.3 | 4.5 |
| 2000–01 | «Вашингтон Візардс»     | 47  | 38 | 23.6 | .436 | .207 | .732 | 3.4 | 1.6 | 0.9 | 0.4 | 8.1 |
| 2000–01 | «Міннесота Тімбервулвз» | 23  | 10 | 19.9 | .454 | .565 | .576 | 3.2 | 1.5 | 0.9 | 0.5 | 7.4 |
| 2001–02 | «Міннесота Тімбервулвз» | 67  | 0  | 8.7  | .378 | .424 | .673 | 1.2 | 0.6 | 0.3 | 0.0 | 2.5 |
| Разом   | Разом                   | 249 | 80 | 16.6 | .432 | .327 | .659 | 2.4 | 1.0 | 0.6 | 0.2 | 5.8 |